# Personajes (serie filatélica)
Personajes es el nombre de una serie filatélica emitida por Correos y Telégrafos de España desde el año 1997 (hasta el año 2001 la serie se llamaba Personajes populares), que está dedicada a los principales personajes de las ciencias, la cultura, el arte y el espectáculo de España (también se han incluido algunos personajes de otros países). En total han sido puestos en circulación 50 sellos en 28 fechas de emisión diferentes.

## Descripción
| Fecha de emisión | Nombre del sello (descripción) | Dimensiones (mm)           | Valor facial (en €) |
| ---------------- | --- | -------------------------- | ------------------- |
| 05.06.1997       | 1) El torero Manuel Rodríguez Sánchez, Manolete | 40,9 × 28,8                | 32                  |
| 05.06.1997       | 2) El payaso Charlie Rivel (Josep Andreu i Lasserre) | 40,9 × 28,8                | 65                  |
| 28.05.1998       | 1) El naturalista y amante de los animales Félix Rodríguez de la Fuente | 40,9 × 28,8                | 35                  |
| 28.05.1998       | 2) El payaso "Fofó" (Alfonso Aragón Bermúdez) | 28,8 × 40,9                | 70                  |
| 19.10.2000       | 1) El tenor lírico Alfredo Kraus | 28,8 × 40,9                | 70                  |
| 22.03.2001       | 1) El compositor de música clásica Joaquín Rodrigo | 40,9 × 28,8                | 40 (0,24)           |
| 22.03.2001       | 2) Rafael Alberti, escritor y poeta de la Generación del 27 | 40,9 × 28,8                | 75 (0,45)           |
| 31.03.2003       | 1) Un retrato del escritor oscense Ramón José Sender, Premio Nacional de Literatura en 1935; junto a él la portada de su primera novela Imán                                                                                          | 40,9 × 28,8                | 2,15                |
| 02.06.2003       | 1) Un retrato del escritor Max Aub en ocasión del centenario de su nacimiento | 28,8 × 40,9                | 0,76                |
| 11.05.2004       | 1) Reproducción de la pintura Autorretrato con cuello rafaelesco, realizada por Dalí en 1921, en homenaje al centenario de su nacimiento                                                                                              | 40,9 × 28,8                | 0,77                |
| 18.04.2005       | 1) Retrato del escritor andaluz Juan Valera, autor clave de la Generación del 68 | 28,8 × 40,9                | 2,21                |
| 24.04.2006       | 1) Un retrato de Cristóbal Colón en ocasión del quinto centenario de su muerte En la hoja bloque se reproduce el mapamundi Summa de Cosmographia de Pedro de Medina. Ambas imágenes pertenecen a los fondos de la Biblioteca Nacional | 28,8 × 40,9 (105,6 × 79,2) | 2,39                |
| 15.06.2006       | 1) Diseño creado en homanaje al geógrafo y cartógrafo hispanomusulmán Al Idrisi, en el que se puede ver una reproducción de un mapamundi suyo incluido en el Libro de Roger                                                           | 28,8 × 40,9                | 0,78                |
| 27.10.2006       | 1) Un retrato del político vasco Ramón Rubial en ocasión del centenario de su nacimiento | 28,8 × 40,9                | 0,57                |
| 23.11.2006       | 1) Retrato de Pío Baroja, escritor perteneciente a la llamada Generación del 98, en ocasión del 50 aniversario de su fallecimiento | 28,8 × 40,9                | 0,29                |
| 04.06.2007       | 1) Retrato de la escritora y poetisa murciana Carmen Conde | 40,9 × 28,8                | 2,49                |
| 04.06.2007       | 2) Retrato de la escritora vallisoletana Rosa Chacel | 40,9 × 28,8                | 2,49                |
| 02.06.2008       | 1) El bioquímico catalán Joan Oró | 28,8 × 40,9                | 0,31                |
| 02.06.2008       | 2) La escritora salamantina Carmen Martín Gaite | 40,9 × 28,8                | 0,31                |
| 02.06.2008       | 3) La escritora riojana María Lejárraga | 40,9 × 28,8                | 0,31                |
| 02.06.2008       | 4) La escritora catalana Zenobia Camprubí | 28,8 × 40,9                | 0,31                |
| 15.07.2009       | 1) El político zamorano Claudio Moyano Samaniego | 28,8 × 40,9                | 0,32                |
| 15.07.2009       | 2) El naturalista inglés Charles Darwin | 28,8 × 40,9                | 0,32                |
| 15.07.2009       | 3) El inventor francés Louis Braille | 28,8 × 40,9                | 0,32                |
| 11.06.2010       | 1) Retrato del médico y escritor Gregorio Marañón y la silueta de un microscopio | 40,9 × 28,8                | 0,34                |
| 11.06.2010       | 2) Retrato del guitarrista Julián Arcas y la silueta de una guitarra | 28,8 × 40,9                | 0,34                |
| 08.10.2010       | 1) El escritor y periodista Gonzalo Torrente Ballester | 28,8 × 40,9                | 0,34                |
| 08.10.2010       | 2) El misionero jesuita Vicente Ferrer | 28,8 × 40,9                | 0,34                |
| 08.10.2010       | 3) El escritor Francisco Ayala | 28,8 × 40,9                | 0,34                |
| 03.10.2011       | 1) El periodista y escritor Miguel Delibes | 28,8 × 40,9                | 0,80                |
| 03.10.2011       | 2) El poeta Luis Rosales | 40,9 × 28,8                | 0,80                |
| 03.10.2011       | 3) El político y escritor Gaspar Melchor de Jovellanos | 40,9 × 28,8                | 0,80                |
| 03.10.2011       | 4) El médico y teólogo Miguel Servet | 40,9 × 28,8                | 0,80                |
| 03.10.2011       | 5) El escritor y Premio Nobel de Literatura en 2010 Mario Vargas Llosa (el sello muestra solamente el nombre del escritor; cada sello aparece con una viñeta postal sin valor que reproduce una imagen del escritor)                  | 28,8 × 40,9                | 0,80                |
| 11.04.2012       | 1) El golfista Severiano Ballesteros | 40,9 × 28,8                | 0,70                |
| 11.04.2012       | 2) El poeta José Hierro | 40,9 × 28,8                | 0,70                |
| 11.04.2012       | 3) El musicólogo y folclorista Manuel García Matos | 40,9 × 28,8                | 0,70                |
| 30.05.2012       | 1) Retrato del humorista gráfico, escritor y periodista Antonio Mingote con la caricatura titulada Cartero honorario, dedicatoria de Correos por su contribución en los diseños de la serie Correspondencia epistolar escolar de 1988 | 28,8 × 40,9                | 0,36                |
| 13.06.2013       | 1) El payaso Miliki (Emilio Aragón) | 28,8 × 40,9                | 0,37                |
| 04.07.2013       | 1) Fray Rosendo Salvado Rotea | 40,9 × 28,8                | 0,90                |
| 04.07.2013       | 2) San José de Cupertino elevado por los ángeles, imagen ubicada en la bóveda de la Basílica de Santa María de las Nieves de Copertino (Italia)                                                                                       | 40,9 × 28,8                | 0,90                |
| 04.07.2013       | 3) Una imagen de San Telmo y la portada gótica de la Catedral de Tui | 28,8 × 40,9                | 0,90                |
| 15.11.2013       | 1) El Adolfo Suárez González, presidente del Gobierno entre 1976 y 1981 La hoja bloque muestra el Congreso de los Diputados y el edificio del Senado, así como el escudo de España                                                    | 40,8 × 57,6 (150 × 104,5)  | 3,10                |
| 20.01.2014       | 1) Imagen del fraile Junípero Serra y un mapa medieval de la Baja California | 40,9 × 28,8                | 0,92                |
| 20.01.2014       | 2) Una escultura del cronista de Indias Pedro Cieza de León y una imagen del Ayuntamiento de Llerena (Badajoz) con la torre de la Iglesia de Nuestra Señora de la Granada                                                             | 40,9 × 28,8                | 0,92                |
| 25.09.2014       | 1) El papa Juan Pablo II y la bandera del Vaticano | 40,9 × 28,8                | 0,92                |
| 22.04.2015       | 1) El escritor colombiano Gabriel García Márquez | 40,9 × 28,8                | 0,55                |
| 22.04.2015       | 2) El jugador y entrenador de fútbol Luis Aragonés | 40,9 × 28,8                | 0,55                |
| 01.07.2015       | 1) El guitarrista y compositor Narciso Yepes | 35,0 × 24,5                | A2                  |
| 08.09.2015       | 1) El político y escritor Fermín Caballero, propulsor del establecimiento del franqueo postal en España, y la reproducción del primer sello español (1850): la efigie de la reina Isabel II                                           | 28,8 × 40,9                | 0,42                |